# Ceargan, Iambol
Ceargan (în bulgară Чарган) este un sat în comuna Tundja, regiunea Iambol,  Bulgaria. 

## Demografie
Componența etnică a satului Ceargan
     Bulgari (93,9%)
     Romi (1,56%)
     Nicio identificare (3,48%)
     Altele (1,04%)
La recensământul din 2011, populația satului Ceargan era de 574 locuitori. Din punct de vedere etnic, majoritatea locuitorilor (93,9%) erau bulgari, cu o minoritate de romi (1,56%). Pentru 3,48% din locuitori nu este cunoscută apartenența etnică.